# Italiaans economisch wonder

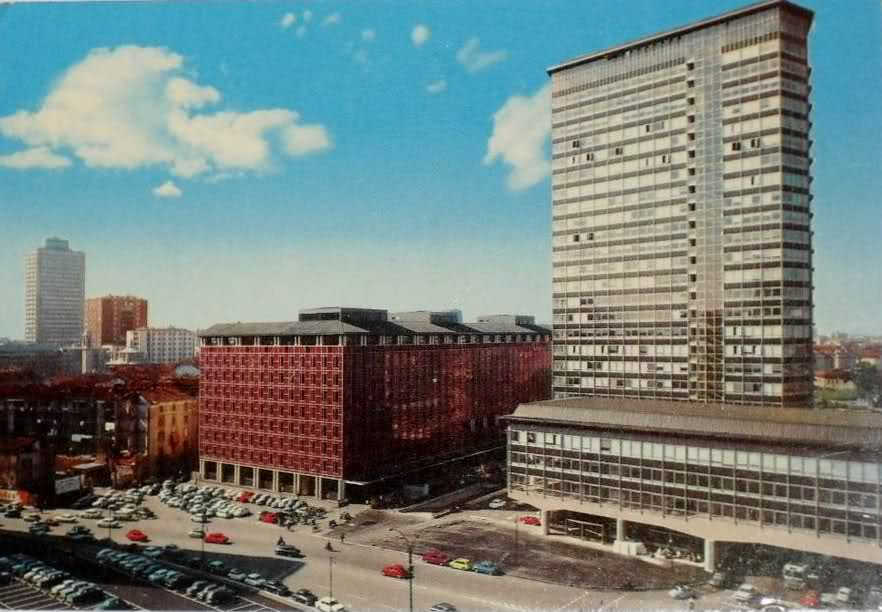
Hoogbouw in het centrum van Milaan in de jaren 1960

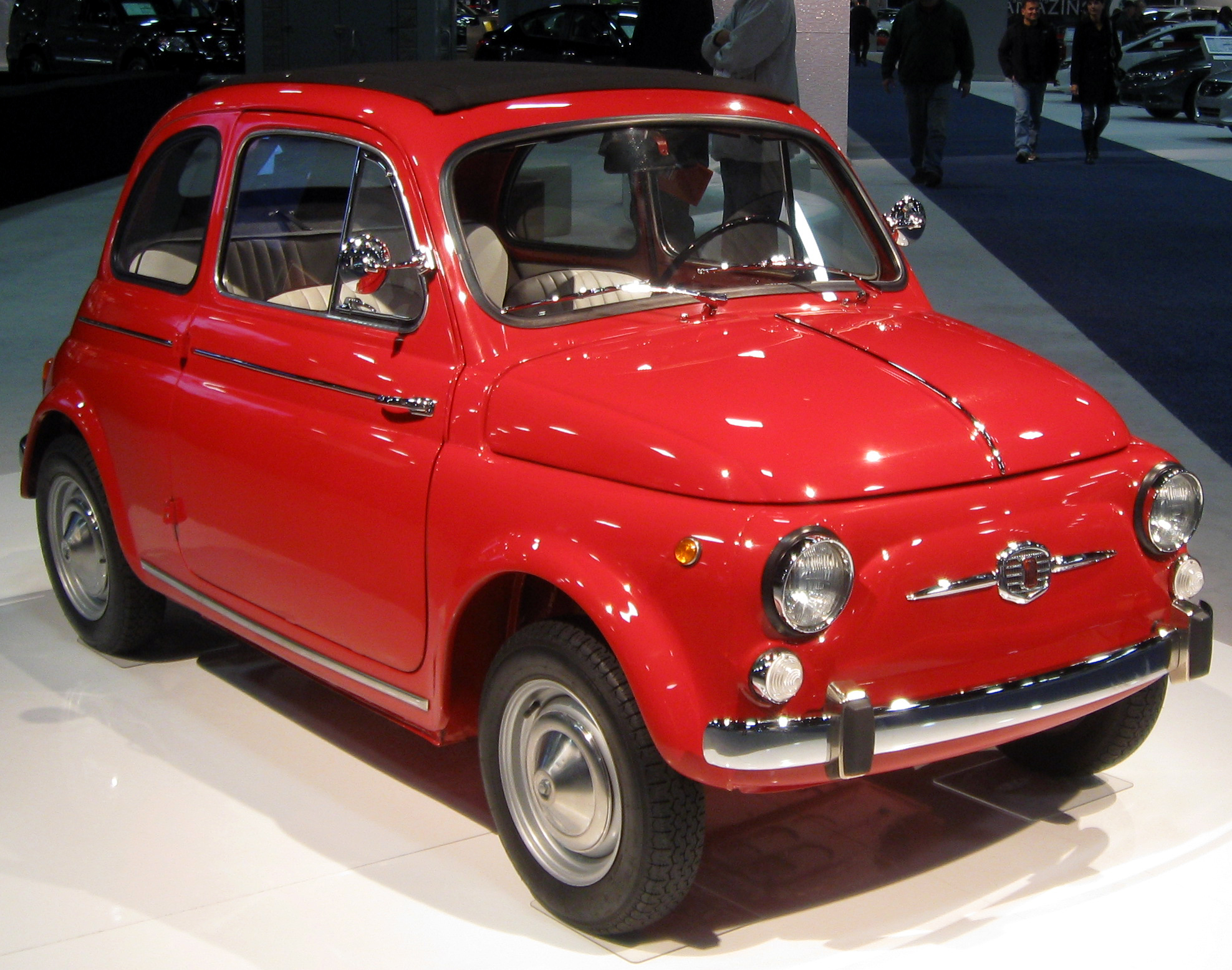
De in 1957 gelanceerde Fiat 500 wordt beschouwd als symbool van het Italiaans economisch wonder

Het Italiaans economisch wonder was een periode van uitzonderlijk sterke economische groei in Italië in de jaren vijftig en zestig van de twintigste eeuw. In Italië staat deze periode bekend onder de naam boom economico of miracolo economico. Deze sterke economische groei zorgde ervoor dat Italië zich ontwikkelde van een grotendeels onderontwikkeld agrarisch land naar een moderne industriële natie en een van de grootste economieën ter wereld.

## Aanloop
In de jaren voorafgaand aan het economische wonder werd de basis gelegd voor deze groei. Na de Tweede Wereldoorlog werd gekozen voor een aanpak waarbinnen industriële modernisatie en een pro-Europese houding centraal stonden. Minister van Financiën, Luigi Einaudi, had de inflatie gestopt en het vertrouwen in de lire hersteld door een streng monetair beleid. Er werd meer gespaard en het geld vloeide via de banken naar de industrie. Dankzij het Marshallplan was zo’n 1,2 miljard dollar aan buitenlandse financiële steun ontvangen in de jaren 1948-1951. Daarnaast werden nieuwe Amerikaanse technologie en managementstijlen selectief toegepast en was er binnen de belangrijkste economische instituties sprake van continuïteit van leiderschap.

## Jaren van groei
In jaren vijftig en zestig bereikten de economische groeicijfers in Italië recordwaarden. Tussen 1950 en 1973 groeide het Italiaanse bruto binnenlands product gemiddeld met 5%.
Diverse factoren hebben bijgedragen aan deze sterke groei. De wereldeconomie groeide in de jaren vijftig en zestig sterk en de wereldmarkt ging steeds verder open. De Italiaanse ondernemers wisten hier goed op in te spelen. Het Italiaanse midden- en kleinbedrijf speelde dan ook een belangrijke rol bij de economische groei van Italië, een eigenschap die men nog altijd terugziet in de Italiaanse economie en die het Italiaanse economisch wonder duidelijk onderscheidt van het Duitse Wirtschaftswunder. Door de modernisering en de ontdekking van veel en goedkoop aardgas in de Povlakte behaalde de industriële sector hoge groeicijfers. De industriële sector groeide tussen 1957 en 1960 met 31,4%. De auto-industrie zag in deze periode haar productie zelfs met 89% toenemen en FIAT was in 1967 de grootste automobielfabrikant in West-Europa.

### Goedkope arbeid
Verder was er een groot aanbod aan goedkope arbeidskrachten. De werkloosheid was tot het einde van de jaren vijftig hoog en er was een grote trek van het platteland naar de stad. Het percentage werknemers werkzaam in de agrarische sector daalde van 42,2% in 1951 naar 17,2% in 1971. De sterke economische groei concentreerde zich echter vooral in het noorden van Italië. Dit leidde tot grote migratiestromen vanuit het arme zuiden naar het noorden van Italië. Geschat wordt dat tussen 1955 en 1971 ongeveer 9.150.000 mensen interregionaal zijn verhuisd. In de periode 1960-1963 bedroeg de migratie van zuid naar noord zelfs 800.000 mensen per jaar. De stroom naar het noorden kon nauwelijks verwerkt worden, de steden zagen hun inwonertal sterk stijgen, maar voorzieningen als huisvesting volgden met vertraging. In 1961 telde Turijn ruim 300.000 (circa 43%) meer inwoners dan in 1951. Door het grote aanbod bleven de lonen laag en de macht van de vakbonden was in die tijd ook beperkt.

### Consumentisme
Met de sterke economische groei nam ook de welvaart onder de Italianen sterk toe. Er kwamen in veel huizen koelkasten en wasmachines te staan (die ook voornamelijk werden geproduceerd door het Italiaanse midden- en kleinbedrijf), scooters en auto's kwamen binnen handbereik en de televisie deed haar intrede in de woonkamers. Dit alles zorgde voor grote veranderingen in de levensstijl en gewoontes van de Italianen.

## Einde
In de jaren zestig kwam er een eind aan deze periode van loonmatiging en werd onder invloed van de vakbonden het socialezekerheidsstelsel flink uitgebreid. De socialisten namen sinds 1963 deel aan de regering en deze gaven meer ruimte voor de wensen van de werknemers. De werkloosheid was ook fors gedaald en tussen 1964 en 1968 stegen de lonen met gemiddeld 23%. Rond 1970 waren de loonkosten zo hoog geworden dat de Italiaanse bedrijven minder goed op de buitenlandse markten konden concurreren en met de oliecrisis van 1973 kwam een einde aan de hoge economische groei.